# Samuel Taylor Coleridge
Samuel Taylor Coleridge, angleški romantični pesnik, kritik in filozof, * 21. oktober 1772, Ottery St Mary, Devon, Anglija, † 25. julij 1834, London, Anglija.